# Jelcz T120/3

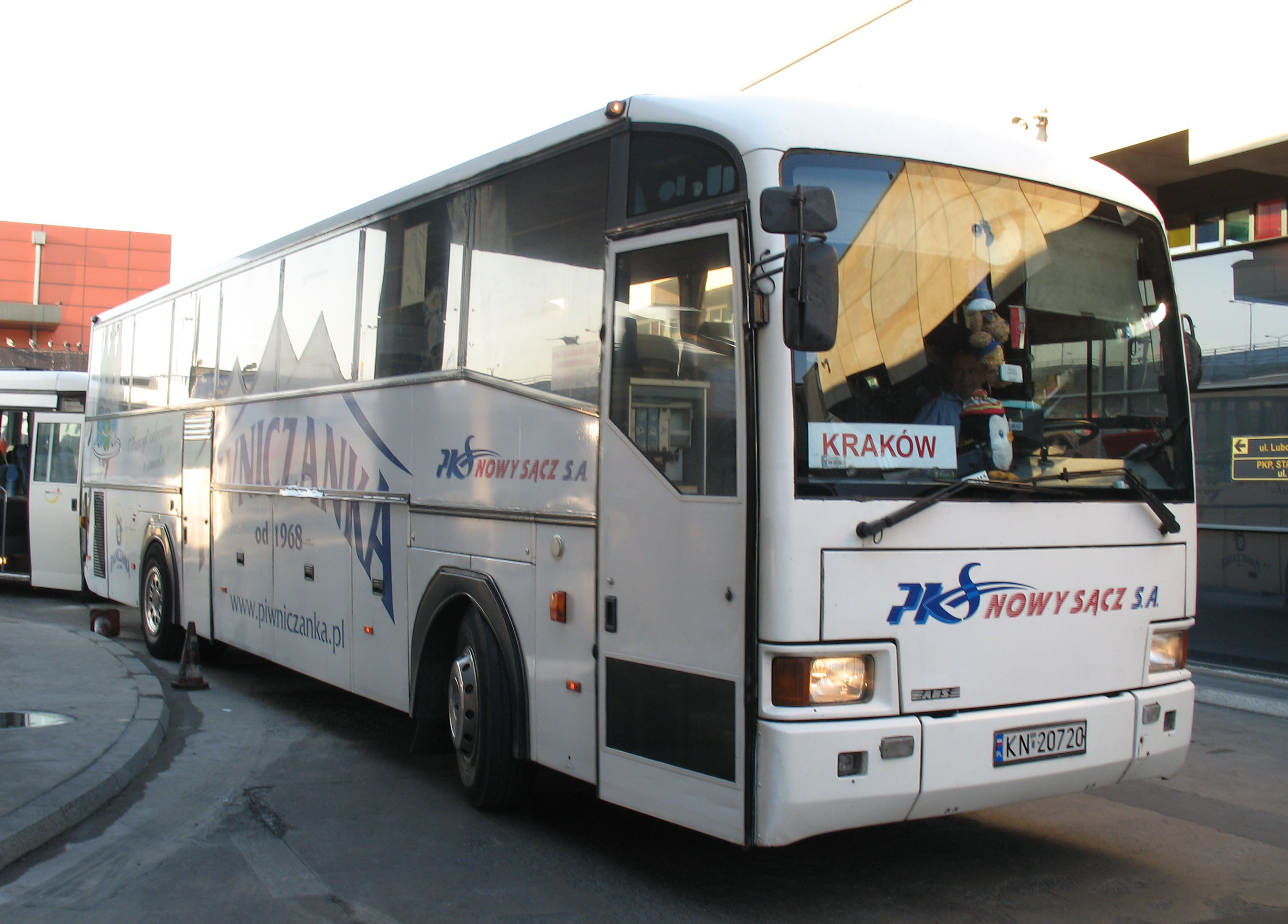
Jelcz 120-3

Jelcz T120/3 Ewa – polski autobus dalekobieżny produkowany przez Jelcz w latach 1998-2004. Konstrukcja nawiązująca do modelu T120.